# Ford Madox Ford
Ford Madox Ford (Merton, Surrey, 17 de diciembre de 1873 - Deauville, Francia, 26 de junio de 1939) fue un novelista y editor inglés. Su verdadero nombre era Ford Hermann Hueffer, pero lo cambió, primero a Ford Madox Hueffer, y luego a Ford Madox Ford, en homenaje a su abuelo, el pintor prerrafaelista Ford Madox Brown, del que escribió una biografía. 

## Poesía
En 1915 publicó Antwerp, un poema dividido en seis secciones sobre la Primera Guerra Mundial que T. S. Eliot calificó como “el único poema bueno sobre el tema de la guerra con el que me he encontrado”.

## Novelas
Su obra más conocida es El buen soldado (The Good Soldier, 1915), novela corta, ambientada en los años previos a la I Guerra Mundial, en que se narran las tragedias de las vidas de dos "parejas perfectas", utilizando complicados flashbacks, técnica literaria de la que fue pionero.  
Escribió también la tetralogía El final del desfile (Parade's End) (1924-28), sobre la vida inglesa antes y durante la guerra, compuesta por las novelas: Algunos no lo hacen (1924), No más desfiles (1925), Un hombre podría resistir (1926) y La última posición (1928). Para la descripción de la guerra utilizó sus propias experiencias en el frente, donde sirvió como oficial en el cuerpo de Reales Fusileros Galeses.
Tanto en El buen soldado como en El final del desfile se reflejan la confusión y desesperación de la aristocracia inglesa ante los cambios que supuso la llegada del siglo XX. Ford escribió muchas otras novelas, así como ensayos, poesía, memorias y crítica literaria. Colaboró con Joseph Conrad en tres novelas, Los herederos (1901), Romance (1903) y La naturaleza de un crimen (1909).
Su novela Ladies Whose Bright Eyes (1911) es el relato irónico de un involuntario viaje en el tiempo cuyo protagonista descubre que no sabe fabricar un arma de fuego, ni dónde puede encontrarse estaño, ni, en definitiva, nada que pueda serle útil en la comunidad medieval a la que ha ido a parar. Es el reverso irónico de la obra de Mark Twain Un yanqui en la corte del rey Arturo, aunque el mundo medieval está reflejado en la novela de Ford con mayor fidelidad.

## Su labor como editor
En 1908, Ford Madox Ford fundó The English Review, revista en la que publicaron Thomas Hardy, H. G. Wells, Joseph Conrad, Henry James, John Galsworthy y William Butler Yeats y en la que debutaron Wyndham Lewis, D.H. Lawrence y Norman Douglas. En la década de 1920 promovió una nueva revista, The Transatlantic Review, que tuvo una gran influencia en la literatura anglosajona. Durante un tiempo vivió en el barrio de Montparnasse, en París, donde hizo amistad con James Joyce, Ernest Hemingway, Gertrude Stein, Ezra Pound y Jean Rhys, a todos los cuales publicaría. En una estancia posterior en Estados Unidos, se relacionó con Allen Tate, Caroline Gordon, Katherine Anne Porter y Robert Lowell. A pesar de sus profundas raíces victorianas, Ford fue siempre un adalid de la nueva literatura y de la experimentación literaria.